# João Gomes (fotbalista)
João Victor Gomes da Silva (* 12. února 2001 Rio de Janeiro) je brazilský profesionální fotbalista, který hraje na pozici středního záložníka za anglický klub Wolverhampton Wanderers FC a za brazilský národní tým.

## Klubová kariéra

### Flamengo
Poté, co 16. října 2020 figuroval na lavičce náhradníků, João Gomes debutoval v lize v dresu Flamenga 1. listopadu 2020, kdy nastoupil v domácím utkání Série A proti São Paulu (výhra 4:1). V Copa Libertadores Gomes debutoval ještě o týden dřív, a to při výhře 3:1 nad Juniorem FC.
Gomes se stal rychle jedním z klíčových hráčů týmu a na konci své první sezony, v níž nastoupil do 14 utkání, vyhrál s týmem brazilskou ligu a Campeonato Carioca, soutěž, v níž se utkávají kluby z Ria.
Gomes vstřelil svůj první gól na profesionální úrovni 22. května 2021, a to při výhře Flamenga nad Fluminense ve finálovém zápase Carioca Championship 2021 na stadionu Maracana.
Další úspěchy následovaly i v následujících sezónách, kdy byl stabilním členem základní sestavy. V roce 2022 se Gomes s Flamengem stal mistrem Jižní Ameriky poté, co ve finále Poháru osvoboditelů porazili Athletico Paranaense.

### Wolverhampton Wanderers
Dne 30. ledna 2023 podepsal João Gomes smlouvu s anglickým Wolverhamptonem Wanderers, kam přestoupil za 18,7 milionu eur, poté co upřednostnil Wolves před francouzským Olympiquem Lyon. Gomes podepsal smlouvu na pět a půl roku s opcí na dalších 12 měsíců.
Dne 11. února 2023 vstřelil Gomes při svém debutu v Premier League vítězný gól na hřišti Southamptonu (výhra 2:1), přestože Wolves hráli v deseti lidech po červené kartě Maria Leminy v prvním poločase.

## Reprezentační kariéra
Přestože Gomes patřil v akademii Flamenga k nejnadanějším fotbalistům, v brazilských mládežnických reprezentacích se neobjevil. V minulosti obdržel pouze jedinou nominaci do reprezentace do 20 let, ale Flamengo jej odmítlo na reprezentační sraz pustit.
V březnu 2023 se Gomes dočkal první nominace do brazilské reprezentace.

## Osobní život
Gomes se dlouhodobě věnuje brazilskému džúdžucu a 30. června 2023 získal modrý pás v tomto sportu.

## Statistiky

### Klubové
| Klub                    | Sezóna  | Liga           | Liga   | Liga | Státní liga | Státní liga | Pohár  | Pohár | Kontinentální poháry | Kontinentální poháry | Ostatní | Ostatní | Celkem | Celkem |
| Klub                    | Sezóna  | Liga           | Zápasy | Góly | Zápasy      | Góly        | Zápasy | Góly  | Zápasy               | Góly                 | Zápasy  | Góly    | Zápasy | Góly   |
| ----------------------- | ------- | -------------- | ------ | ---- | ----------- | ----------- | ------ | ----- | -------------------- | -------------------- | ------- | ------- | ------ | ------ |
| Flamengo                | 2020    | Série A        | 11     | 0    | 0           | 0           | 0      | 0     | 3                    | 0                    | —       | —       | 14     | 0      |
| Flamengo                | 2021    | Série A        | 19     | 0    | 14          | 1           | 4      | 1     | 6                    | 0                    | 1       | 0       | 44     | 2      |
| Flamengo                | 2022    | Série A        | 29     | 0    | 13          | 0           | 9      | 2     | 12                   | 0                    | 1       | 0       | 64     | 2      |
| Flamengo                | Celkem  | Celkem         | 59     | 0    | 27          | 1           | 13     | 3     | 21                   | 0                    | 2       | 0       | 122    | 4      |
| Wolverhampton Wanderers | 2022/23 | Premier League | 11     | 1    | —           | —           | —      | —     | —                    | —                    | —       | —       | 11     | 1      |
| Celkem                  | Celkem  | Celkem         | 66     | 1    | 27          | 1           | 13     | 3     | 21                   | 0                    | 2       | 0       | 129    | 5      |

## Ocenění

### Klubová

#### Flamengo
- Pohár osvoboditelů: 2022[10]
- Campeonato Brasileiro Série A: 2020
- Copa do Brasil: 2022
- Supercopa do Brasil: 2021[11]
- Campeonato Carioca: 2021

### Individuální
- Jedenáctka sezóny brazilské Série A: 2022